# Ausa
Ausa je město nacházející se v okresu Látúr ve státu Maháráštra v Indii. Mezi hlavní vesnice v okolí Ausy patří Bhada, Lamjana, Killari a Matola. V okolí Killari se pěstuje vinná réva, vesnice Bhada je v celém okresu významná produkcí mrkve. Největší řeky v Ause jsou Tavaraja a Terana. Ve městě je velký trh s dobytkem.